# Bèo đốm
Bèo đốm (danh pháp khoa học: Landoltia punctata) là một loài thực vật có hoa duy nhất của chi Landoltia thuộc họ Ráy (Araceae). Loài này được (G.Mey.) Les & D.J.Crawford mô tả khoa học đầu tiên năm 1999, công bố năm 2000.